# Centro de Investigación en Nanomateriales y Nanotecnología
El Centro de Investigación en Nanomateriales y Nanotecnología (CINN) es un centro mixto de investigación con sede en El Entrego creado en el año 2007 por iniciativa institucional conjunta entre el Consejo Superior de Investigaciones Científicas (CSIC), el Gobierno del Principado de Asturias y la Universidad de Oviedo.
La investigación del CINN se centra en una línea denominada "Diseño Controlado de Materiales Multifuncionales a Multiescala" dirigida hacia el desarrollo, caracterización y comprensión del comportamiento de nuevos materiales multifuncionales a escalas nano, micro y macro, con el objetivo de superar las limitaciones que presentan los materiales y procesos actuales. La investigación del CINN  abarca desde el desarrollo de técnicas "ab initio" para la simulación de propiedades magnéticas, electrónicas y de transporte en objetos a escala nanométrica pasando por el estudio de la física mesoscópica en sistemas híbridos y la fabricación de materiales densos nanoestructurados. 
La reciente incorporación de reputados investigadores en el campo de la física cuántica y teórica han hecho aumentar el número de líneas de investigación que se desarrollan en el centro.
El CINN sigue un modelo de investigación con un fuerte enfoque hacia el mercado que le permite mantener una estrecha colaboración con empresas de sectores como el biotecnológico, industrial, textil o defensa.

## Grupos de Investigación
El CINN tiene 3 grupos de investigación:
- Modelización y Simulación[3]
- Sistemas Híbridos Nanoestructurados
- Síntesis y Caracterización Avanzada de Nanocomposites y Materiales Bioinspirados

## Patentes
El CINN tiene una cartera de propiedad intelectual compuesta por más de 20 patentes relacionadas con el desarrollo de materiales cerámicos nanoestructurados para aplicaciones como implantes, biocidas, herramientas de corte, dispositivos ópticos etc.

## Empresas Spin-Off
- Nanoker Research S.L

## Proyectos de Investigación
- IP NANOKER-Structural Ceramic Nanocomposites for top-end Functional Applications. Código: NMP3-CT-2005-515784.

Proyecto Integrado del 6.º Programa Marco de la Comisión Europea coordinado por el CINN destinado al desarrollo e industrialización de materiales cerámicos nanoestructurados para aplicaciones en el campo de la biomedicina, la òptica y las condiciones extremas. IP NANOKER fue uno de los 10 proyectos nominados al premio europeo "Best Project Award" en 2012. IP NANOKER fue seleccionado entre los más de 900 proyectos en el campo de las tecnologías industriales financiados por la Comisión Europea en las convocatorias del 5.º, 6.º y 7.º Programa Marco de I+D.